# Cercivento
Cercivento (furlanisch Çurçuvint) ist eine Gemeinde in der Region Friaul-Julisch Venetien in Friaul, Italien mit 640 Einwohnern (Stand 31. Dezember 2023). Sie liegt etwa 60 km nordwestlich von Udine.
Cercivento grenzt an die Gemeinden Paluzza, Ravascletto und Sutrio.